# Noi siamo infinito (singolo)
Noi siamo infinito è un singolo del cantante italiano Alessio Bernabei, pubblicato l'11 febbraio 2016 come primo estratto dall'album omonimo.

## Descrizione
Prima pubblicazione da solista di Bernabei dopo aver abbandonato i Dear Jack, il singolo è stato presentato per la prima volta dal vivo al Festival di Sanremo 2016, dove si è classificato 14º.
Il brano è stato inoltre accusato di essere un plagio di One Last Time di Ariana Grande.

## Tracce
Testi di Roberto Casalino, musiche di Dario Faini e Ivan Amatucci.
1. Noi siamo infinito – 3:36

## Formazione
- Alessio Bernabei – voce
- Fausto Cogliati – produzione, tastiere, programmazione ritmica
- Michele Lombardi – pianoforte
- Luca Colombo – chitarre
- Umberto Iervolino – archi

## Classifiche
| Classifica (2016) | Posizione massima |
| ----------------- | ----------------- |
| Italia            | 12                |